# Olympische Sommerspiele 1956/Schwimmen – 200 m Brust (Männer)
Der Schwimmwettbewerb über 200 m Brust der Männer bei den Olympischen Sommerspielen 1956 fand zwischen dem 3. Dezember und 6. Dezember 1956 statt. Austragungsort war das Olympic Park Swimming and Diving Stadium.
Der Wettbewerb stand zum zehnten Mal im olympischen Programm. Von den ursprünglich gemeldeten 23 Athleten nahmen 21 Athleten aus 17 Ländern teil.
Nachdem bei den beiden Olympischen Spielen zuvor der Wettbewerb von Schwimmern bestimmt worden war, die die Delphintechnik praktiziert hatten, sahen die Regeln nach Einführung eigener Wettbewerbe für diesen Stil im Brustschwimmen eine Rückkehr zur ursprünglichen Technik vor. Regelunsicherheiten bestimmten den Wettkampf. Sechs der 21 gestarteten Schwimmer mussten wegen regelwidriger Anwendung der Brusttechnik disqualifiziert werden, darunter mit dem Deutschen Herbert Klein auch der Gewinner des zweiten Vorlaufs.
Mit dem Japaner Masaru Furukawa, dem Dänen Knud Gleie sowie dem Deutschen Herbert Klein waren der amtierende und zwei ehemalige Weltrekordinhaber am Start. Klein, der Bronzemedaillengewinner von Helsinki, war der einzige Schwimmer aus dem olympischen Finale vier Jahre zuvor.
Furukawa, der bei seinen beiden Starts den olympischen Rekord verbessern konnte, siegte nicht zuletzt dank seiner langen Unterwasserphasen nach der Wende. Ein halbes Jahr nach Ende der Spiele wurde diese Technik vom Weltschwimmverband verboten. Yoshimura stellte einen japanischen Doppelerfolg sicher. Am Ende trennten die sieben gewerteten Schwimmer nur sieben Sekunden, eines der bis dahin engsten Finals auf dieser Strecke. Alle lagen unter dem ehemaligen olympischen Rekord aus dem Jahr 1936, verglichen mit anderen Wettbewerben über den gleichen Zeitraum allerdings vergleichsweise wenig.

## Rekorde
Vor Beginn der Olympischen Spiele waren folgende Rekorde gültig.
| Weltrekord           | 2:31,0 min. | Masaru Furukawa | Tokio (Japan)        | 1. Oktober 1955 |
| Olympischer Rekord * | 2:42,5 min. | Tetsuo Hamuro   | Berlin (Deutschland) | 15. August 1936 |

* Nach der Einführung eigener Wettbewerbe für die Schmetterlingstechnik wurden die in diesem Stil erzielten Zeiten aus den Rekordbüchern gestrichen und der olympische Rekord von Tetsuo Hamuro aus dem Jahr 1936 wieder geführt.

## Ergebnisse

### Erste Runde
Die drei Vorläufe fanden am Montag, den 3. Dezember 1956, ab 20:30 Uhr statt. Für das Finale qualifizierten sich die acht Zeitschnellsten. 
Vorlauf 1
| Platz | Name             | Land        | Zeit       |     |
| ----- | ---------------- | ----------- | ---------- | --- |
| 1     | Masaru Furukawa  | Japan       | 2:36,1 min | OR  |
| 2     | Knud Gleie       | Dänemark    | 2:36,4 min |     |
| 3     | Farid Dossajew   | Sowjetunion | 2:43,9 min |     |
| 4     | Louis Kozma      | Belgien     | 2:48,4 min |     |
| 5     | Shamsher Khan    | Indien      | 3:17,0 min |     |
| –     | Octavio Mobiglia | Brasilien   |            | DSQ |
| –     | Palsons Nabiula  | Philippinen |            | DSQ |

Furukawa und Gleie lieferten sich ein Kopf-an-Kopf-Rennen, das der Japaner mit neuem olympischen Rekord für sich entschied.
Vorlauf 2
| Platz | Name             | Land        | Zeit       |     |
| ----- | ---------------- | ----------- | ---------- | --- |
| 1     | Igor Zaseda      | Sowjetunion | 2:40,1 min |     |
| 2     | Terry Gathercole | Australien  | 2:40,2 min |     |
| 3     | Manuel Sanguily  | Kuba        | 2:41,8 min |     |
| 4     | René Kohn        | Luxemburg   | 2:50,9 min |     |
| 5     | István Szívós    | Ungarn      | 3:18,7 min |     |
| –     | Álvaro Gómez     | Kolumbien   |            | DSQ |
| –     | Herbert Klein    | Deutschland |            | DSQ |

Klein, ursprünglich Gewinner des Vorlaufs, wurde wegen Einsatzes einer nicht regelkonformen Schwimmtechnik disqualifiziert. Zasseda blieb zwar unter dem alten olympischen Rekord, kam an die Zeit Furukawas aus dem ersten Vorlauf nicht heran.
Vorlauf 3
| Platz | Name                | Land               | Zeit       |     |
| ----- | ------------------- | ------------------ | ---------- | --- |
| 1     | Masahiro Yoshimura  | Japan              | 2:38,6 min |     |
| 2     | Charis Junitschew   | Sowjetunion        | 2:41,2 min |     |
| 3     | Hugues Broussard    | Frankreich         | 2:43,0 min |     |
| 4     | Gilbert Desmit      | Belgien            | 2:43,5 min |     |
| 5     | Christopher Walkden | Großbritannien     | 2:47,1 min |     |
| 6     | Robert Hughes       | Vereinigte Staaten | 2:52,2 min |     |
| –     | Ghulam Rasul        | Pakistan           |            | DSQ |

Auch Yoshimura unterbot die alte olympische Rekordzeit deutlich, blieb aber zweieinhalb Sekunden hinter der Zeit seines Landsmanns Furukawa.

### Finale
Das Finale fand am Donnerstag, den 6. Dezember 1956, um 19:30 Uhr statt.
| Platz | Name               | Land        | Zeit       |     |
| ----- | ------------------ | ----------- | ---------- | --- |
| 1     | Masaru Furukawa    | Japan       | 2:34,7 min | OR  |
| 2     | Masahiro Yoshimura | Japan       | 2:36,7 min |     |
| 3     | Charis Junitschew  | Sowjetunion | 2:36,8 min |     |
| 4     | Terry Gathercole   | Australien  | 2:38,7 min |     |
| 5     | Igor Zaseda        | Sowjetunion | 2:39,0 min |     |
| 6     | Knud Gleie         | Dänemark    | 2:40,0 min |     |
| 7     | Manuel Sanguily    | Kuba        | 2:42,0 min |     |
| –     | Hugues Broussard   | Frankreich  |            | DSQ |

Bis zur Hälfte des Rennens lagen Yoshimura und Junitschew in Führung. Dann zog Furukawa an ihnen vorbei und schwamm nach der letzten Wende sicher zum Olympiasieg. Seinen olympischen Rekord aus dem Vorlauf unterbot er um weitere 1,4 Sekunden. Ein enges Rennen trugen Yoshimura und Junitschew um die Silbermedaille aus. Den Japaner und den Russen trennte am Ende nur eine Zehntelsekunde.